# Magyarország egészségügyi minisztereinek listája
Ez a lista Magyarország egészségüggyel foglalkozó minisztereit sorolja fel. Az idők során a minisztérium és így a miniszterek megnevezése is többször változott.

## 1917-1932

### Magyarország népjóléti miniszterei (1917-1932)
Az Esterházy-kormány alatt vált ki a Belügyminisztériumból, először egy Tárca nélküli (népjóléti és munkaügyi) miniszter vezetésével. A Károlyi Mihály-kormány alatt vált minisztériummá Munkaügyi és népjóléti minisztérium néven. Az évek során többször átnevezték. A minisztériumot a Károlyi Gyula-kormány alatt, 1932. június 30-án megszüntették és a terület újra a Belügyminisztérium hatáskörébe került.

## 1944-1990

### Népjóléti miniszterek (1944 -1950)
Az Ideiglenes Nemzeti Kormány 1944. december 22-én újból létrehozta a Népjóléti Minisztériumot.
| Név         | hivatal kezdete      | hivatal vége         | párt      | megjegyzés |
| ----------- | -------------------- | -------------------- | --------- | ---------- |
| Molnár Erik | 1944. december 22.   | 1947. szeptember 24. | MKP       |            |
| Olt Károly  | 1947. szeptember 24. | 1949. június 11.     | MKP → MDP |            |
| Ratkó Anna  | 1949. június 11.     | 1950. december 16.   | MDP       |            |

### Egészségügyi miniszterek (1950-1984)
Miután a korábbi Népjóléti Minisztériumot átszervezték és megszüntették, létrejött az Egészségügyi Minisztérium.
| Név                | hivatal kezdete    | hivatal vége      | párt  | megjegyzés                           |
| ------------------ | ------------------ | ----------------- | ----- | ------------------------------------ |
| Ratkó Anna         | 1950. december 16. | 1953. április 18. | MDP   |                                      |
| Zsoldos Sándor     | 1953. április 18.  | 1955. február 1.  | MDP   |                                      |
| Román József       | 1955. február 1.   | 1956. október 24. | MDP   | a poszt két napig betöltetlen maradt |
| Babics Antal       | 1956. október 26.  | 1956. október 31. | MDP   |                                      |
| betöltetlen        | 1956. október 31.  | 1957. február 28. | —     |                                      |
| Doleschall Frigyes | 1957. február 28.  | 1964. március 31. | MSZMP |                                      |
| Szabó Zoltán       | 1964. március 31.  | 1974. február 15. | MSZMP |                                      |
| Schultheisz Emil   | 1974. február 15.  | 1984. december 6. | MSZMP |                                      |

### Szociális és egészségügyi miniszterek (1984-1990)
1984/85-ben a minisztérium komolyabb átalakításon esett át melynek során gyakorlatilag a korábbi Népjóléti Minisztériumot állították vissza Szociális és Egészségügyi Minisztérium néven.
| Név          | hivatal kezdete    | hivatal vége       | párt  | megjegyzés |
| ------------ | ------------------ | ------------------ | ----- | ---------- |
| Medve László | 1984. december 6.  | 1987. december 16. | MSZMP |            |
| Csehák Judit | 1987. december 16. | 1990. május 23.    | MSZMP |            |

## 1990-

### Népjóléti miniszterek (1990-1998)
A magyarországi rendszerváltás után ismét kisebb változáson ment át, s az Antall-kormány, a Boross-kormány, illetve a Horn-kormányban már mint Népjóléti Minisztérium szerepelt nagyjából az azonos nevű egykori minisztériummal azonos feladatkörökkel.
| Név           | hivatal kezdete    | hivatal vége       | párt | megjegyzés |
| ------------- | ------------------ | ------------------ | ---- | ---------- |
| Surján László | 1990. május 23.    | 1994. július 15.   | KDNP |            |
| Kovács Pál    | 1994. július 15.   | 1995. március 17.  | MSZP |            |
| Szabó György  | 1995. március 17.  | 1996. november 30. | MSZP |            |
| Kökény Mihály | 1996. november 30. | 1998. július 7.    | MSZP |            |

### Egészségügyi miniszterek (1998-2002)
1998-ban az első Orbán-kormány ismét újjászervezte az Egészségügyi Minisztériumot.
| Név           | hivatal kezdete    | hivatal vége       | párt         | megjegyzés |
| ------------- | ------------------ | ------------------ | ------------ | ---------- |
| Gógl Árpád    | 1998. július 8.    | 2000. december 31. | Fidesz       |            |
| Mikola István | 2000. december 31. | 2002. május 27.    | pártonkívüli |            |

### Egészségügyi, szociális és családügyi miniszterek (2002-2006)
A Medgyessy-kormány és az első Gyurcsány-kormány újfent „visszaalakított” és Egészségügyi, Szociális és Családügyi Minisztérium néven igazgatott.
| Név           | hivatal kezdete      | hivatal vége         | párt | megjegyzés |
| ------------- | -------------------- | -------------------- | ---- | ---------- |
| Csehák Judit  | 2002. május 27.      | 2003. szeptember 14. | MSZP |            |
| Kökény Mihály | 2003. szeptember 15. | 2004. október 4.     | MSZP |            |
| Rácz Jenő     | 2004. október 4.     | 2006. június 9.      | MSZP |            |

### Egészségügyi miniszterek (2006-2010)
A második Gyurcsány-kormány és a Bajnai-kormány újfent szétszedte és abból létrehozta az Egészségügyi Minisztériumot.
| Név           | hivatal kezdete   | hivatal vége      | párt         | megjegyzés   |
| ------------- | ----------------- | ----------------- | ------------ | ------------ |
| Molnár Lajos  | 2006. június 9.   | 2007. április 6.  | SZDSZ        |              |
| Kóka János    | 2007. április 7.  | 2007. április 22. | SZDSZ        | ideiglenesen |
| Horváth Ágnes | 2007. április 22. | 2008. április 30. | SZDSZ        |              |
| Székely Tamás | 2008. május 5.    | 2010. május 29.   | pártonkívüli |              |

### 2010 óta
A minisztériumot a második Orbán-kormány 2010-es alakulásakor megszüntette, feladatait a Nemzeti Erőforrás Minisztériuma vette át, melynek egészségügyi részét egy államtitkár felügyeli. Ezt a minisztériumot 2012-ben átnevezték Emberi erőforrások Minisztériumára, majd az ötödik Orbán-kormány alakulásakor, 2022-ben megszüntették. Azóta az egészségügyért felelős államtitkárság a Belügyminisztérium részeként működik, ahogy az 1917 előtt, valamint 1932 és 1944 között is volt.